# Mary River (Korallenmeer)
Der Mary River ist ein Fluss im Südosten des australischen Bundesstaates Queensland.

## Geographie
Der Fluss entspringt bei der Siedlung Booroobin im Hinterland der Sunshine Coast. Von dort fließt er nach Norden durch die Städte Kenilworth, Gympie, Tiaro und Maryborough. Nordöstlich dieser Stadt mündet er bei River Heads in die Great Sandy Strait, einen Meereskanal zwischen der australischen Ostküste und K’gari.

### Einzugsgebiet
Der Einzugsbereich des Mary River umfasst eine Fläche von 9595 km² und wird durch die Conondale Range, die Jimma Range und die Burnett Range begrenzt.

### Nebenflüsse mit Mündungshöhen
Der Fluss hat folgende Nebenflüsse:
- Little Yabba Creek – 109 m
- Obi Obi Creek – 88 m
- Yabba Creek – 66 m
- Kandanga Creek – 65 m
- Amamoor Creek – 58 m
- Six Mile Creek – 51 m
- Eel Creek – 49 m
- Glastonbury Creek – 42 m
- Wide Bay Creek – 40 m
- Curra Creek – 36 m
- Slaty Creek – 28 m
- Munna Creek – 22 m
- Ooramera Creek – 19 m
- Gutchy Creek – 17 m
- Oaky Creek – 17 m
- Chinaman Creek – 12 m
- Myrtle Creek – 11 m
- Grahams Creek – 10 m
- Tinana Creek – 4 m
- Saltwater Creek – 1 m
- Susan River – 0 m

### Traveston-Crossing-Stausee
Unter dem Eindruck der längsten Dürre in den letzten 100 Jahren gab die Regierung von Queensland am 27. April 2006 bekannt, dass sie einen Teil des Mary River bei Traveston Crossing, südlich von Gympie, aufstauen lassen wollte. Im November 2009 wurde dieses Projekt aber wieder fallengelassen, weil die australische Bundesregierung es ablehnte.
Der Plan sah bis 2011 den Bau eines Stausees „fast so groß wie der Lake Wivenhoe“ vor. Der Stausee sollte fruchtbares Bauernland, gefährdete Ökosysteme von regionaler Bedeutung und kleine Siedlungen auf einer Fläche, die 1,3 mal so groß wie der Hafen von Sydney gewesen wäre, überschwemmen. Es gab erheblichen Einspruch der betroffenen Anwohner und auch die Parlamente des Mary Valley Shire und des Sunshine Coast Shire widersprachen den Plänen aus vielen Gründen, wie z. B. der Verlegung der zu überschwemmenden Siedlungen, ungünstigen Einflüssen auf die flussabwärts gelegenen Gemeinden und zu erwartenden Umweltschäden durch Beseitigung eines der wenigen verbleibenden Verbreitungsgebiete des gefährdeten Australischen Lungenfisches. Mehr als 20.000 Anwohner wandten sich in einer offiziellen Petition an das Parlament von Queensland mit dem Ziel, den Staudamm zu verhindern. Es gab weitere Einwände, dass die Geomechanik des vorgeschlagenen Standortes für einen Staudamm ungeeignet sei und mit wesentlichen Leckagen (wegen des vorwiegend sandigen Bodens) und Verdunstungsproblemen zu rechnen sei.
Auch von internationaler Seite gab es starke Einwände gegen den Bau des Damms, da der Lebensraum verschiedener gefährdeter Tiere zerstört worden wäre. Der Mary River mündet in die Great Sandy Strait, wo sich Feuchtgebiete von internationalem Rang und von der Ramsar-Konvention anerkannt sind und wo die Fraser Island World Heritage Area liegt, ein Gebiet, das jedes Jahr tausende von Besuchern anzieht.

## Geschichte
Der Fluss wurde von den Aborigines des lokalen Kabi Kabi-Stammes Moocooboola genannt. Die ersten Europäer bezeichneten ihn als Wide Bay River. 1847, noch bevor Queensland eine eigene Kolonie wurde, benannte ihn der damalige Gouverneur von New South Wales, Charles Augustus FitzRoy, nach seiner Frau Lady Mary Lennox in Mary River um.
Im Jahr 1867 entdeckte James Nash im Mary River nahe Gympie Gold, was den ersten großen Goldrausch Queenslands auslöste.

### Überschwemmungen 2011
Während der Überschwemmungen in Queensland 2010/2011 trat auch der Mary River über seine Ufer. An manchen Stellen stieg der Wasserstand um 20 Meter. In Maryborough stieg der Wasserstand auf 8,28 Meter, während er in Gympie 19,3 Meter betrug und mehr als 50 Häuser und Geschäfte überflutet wurden. Die turbulente Strömung störte den natürlichen Brutzyklus einiger Tierarten im Fluss.

## Fauna
Die gefährdete Mary-River-Schildkröte (Elusor macrurus) lebt im Fluss. Weitere Wasserbewohner sind der Australische Lungenfisch (Neoceratodus forsteri) und der gefährdete Mary-River-Kabeljau (Maccullochella mariensis). Auch andere wichtige Tierarten, die als gefährdet oder empfindlich gelten, leben am Fluss, wie der gefährdete Giant Barred Frog (Frosch, Mixohyes iterates), der Kaskadenbaumfrosch und der Coxen's Fig Parrot (Pagagei, Cyclopsytta diophthalma coxeni) und der empfindliche Gezahnte Frosch (Adelotus brevis), der Honey Blue-eyed Fish, die Richmond Birdwin Butterfly (Schmetterling) und die Illidge's Ant-blue Butterfly (Schmetterling).